# Campeonato Brasileiro Feminino de Xadrez de 1966
O Campeonato Brasileiro Feminino de Xadrez de 1966 foi realizada em Belo Horizonte, nas dependências do Clube de Xadrez Belo Horizonte, em agosto de 1966. A baiana Ruth Cardoso foi a campeã, conquistando seu terceiro título da competição.

## Tabela de Resultados
A competição foi jogada no sistema de todas contra todas.
| N° | Jogadora              | Estado | 1 | 2 | 3 | 4 | 5 | Total |
| -- | --------------------- | ------ | - | - | - | - | - | ----- |
| 1  | Ruth Cardoso          | BA     | - | ½ | 1 | 1 | 1 | 3½    |
| 2  | Maria Aparecida Diniz | MG     | ½ | - | ½ | 1 | 1 | 3     |
| 3  | Noemi de Oliveira     | GB     | 0 | ½ | - | 0 | 1 | 1½    |
| 4  | Eunice Aquino         | GB     | 0 | 0 | 1 | - | 0 | 1     |
| 5  | Ivone Moysés          | SP     | 0 | 0 | 0 | 1 | - | 1     |